# جيمس أوستين
جيمس أوستين (بالإنجليزية: James Austin)‏ هو معلم موسيقى أمريكي، ولد في 29 نوفمبر 1937.

## وصلات خارجية
- جيمس أوستين على موقع ميوزك برينز (الإنجليزية)